# Стикс
Стикс, Стига или Стиг (грч. Στύξ), (Stýx = мржња) име је реке која је била граница између земље и подземног света. Окружује Хад - подземни свет, у зависности од извора или мита, девет или двадесет пута.
Река Стикс, заједно са рекама - Флегетон, Ахеронт и Кокитус, се улива у велику мочвару у самом средишту Хадовог подземног света.
- Грчко име реке Стикс долази од речи στυγέω, stygéô = мржња.

Реку Стикс чува Флегије, који преноси душе са једне стране реке на другу, мада се помињу још и Флегетон као и Харон да су и они превозили душе преко ове реке.
Богови су поштовали реку Стикс, а заклетва у њу се није могла прекршити.
- Зевс се заклео Семели реком Стикс па је морао испунити њену молбу да га види у правом божанском обличју, након чега је умрла.
- Хелије се заклео сину Фаетонту и обећао му да ће му испунити сваку жељу. Он је пожелео да вози његова златна кола - Сунчеве кочије, али није успео и погинуо је.

Ако би неко од богова прекршио заклетву, морао се напити воде из реке Стикс и тиме је губио глас на девет година.
Стикс поседује чудесне моћи којима може неког учинити бесмртним. У детињству, Ахила је његова мајка Тетида, држећи га за пету, уронила у реку Стикс, па је он остао рањив једино на том месту - тако да се и до данас каже да Ахилова пета или тетива означава изузетно слабу тачку неког човека.
Иако се Стикс примарно појављује у грчкој и римској митологији спомиње се и у Дантеовој Божанској комедији, негдје око петог круга у паклу.

## Богиња Стикс
Име Стикс је било и име богиње, најстарије кћерке Океанове и Тетијине, која је, као једина женска представница, представљала ту реку. Ту част је заслужила јер је помогла Зевсу у борби против Титана. Она је била прва која је стала на страну Зевса. Са титаном Палантом, Стикс је родила Зелоса, Кратоса, Бију и Нику.

## Нимфа Стикс
Стикс је било и име Најаде, водене нимфе чија је река била света. Богињу Стикс и нимфу Стикс су често сматрали истом личношћу.